# Pomponema corniculata
Pomponema corniculata is een rondwormensoort uit de familie van de Cyatholaimidae. De wetenschappelijke naam van de soort is voor het eerst geldig gepubliceerd in 1980 door Gourbault.